# Championnat de Tunisie de football 1972-1973
Navigation
Saison précédente Saison suivante
La saison 1972-1973 du championnat de Tunisie de football est la 18e édition de la première division tunisienne à poule unique, la Ligue Professionnelle 1. Les quatorze meilleurs clubs tunisiens jouent les uns contre les autres à deux reprises durant la saison, à domicile et à l'extérieur. En fin de saison, les deux derniers du classement sont relégués et les deux meilleurs clubs de Ligue Professionnelle 2 sont quant à eux promus en première division.
Cette saison, c'est le Club africain qui remporte le titre en terminant en tête du championnat, en devançant de quatre points le tenant du titre, l'Étoile sportive du Sahel, et de cinq points l'Espérance sportive de Tunis. Il s'agit du cinquième titre du Club africain, qui réussit même le doublé en battant l'Avenir sportif de La Marsa, en finale de la coupe de Tunisie.

## Clubs participants

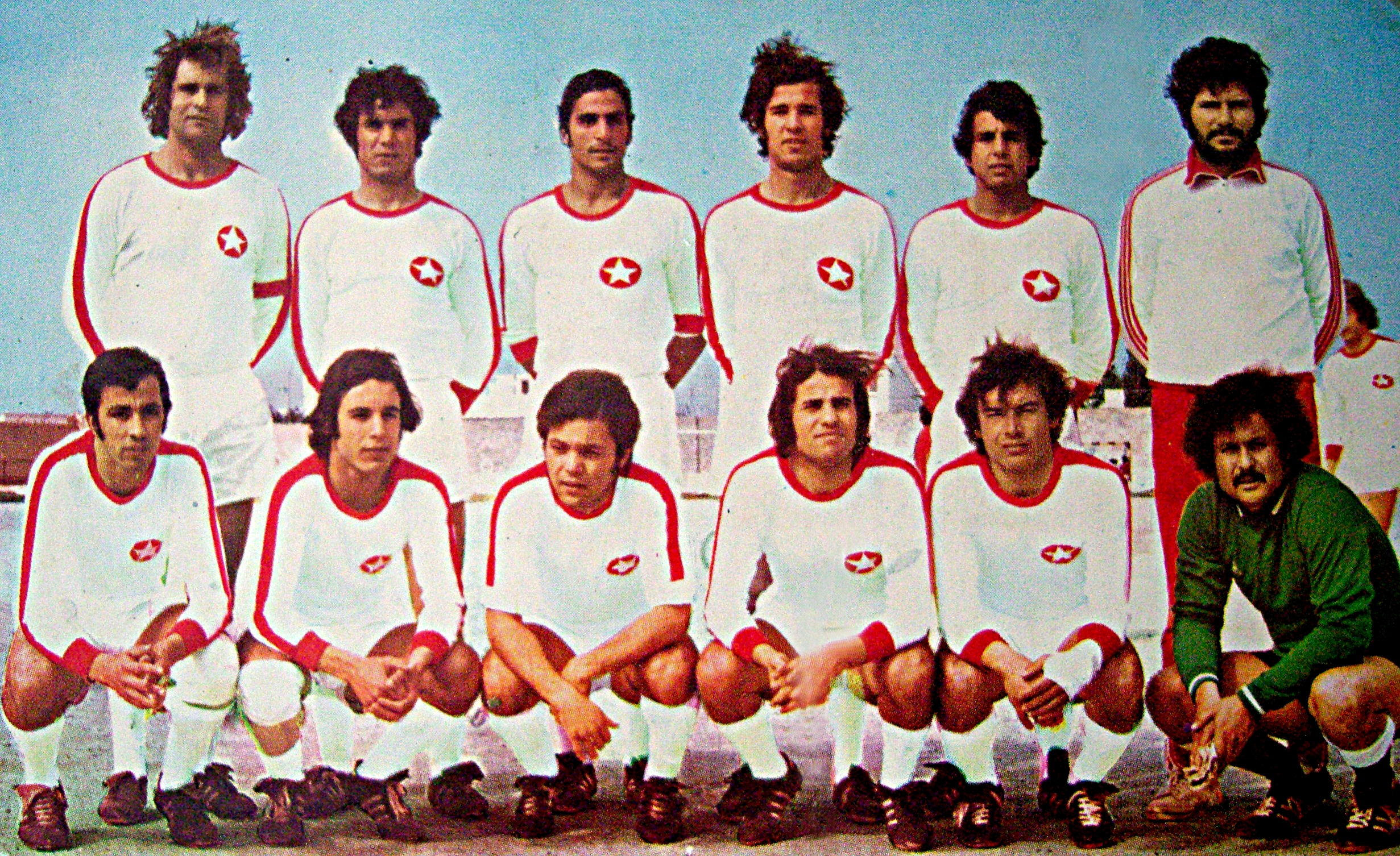
Étoile sportive du Sahel lors de la saison 1972-1973.

| - Sfax railway sport - El Makarem de Mahdia - Club africain - Espérance sportive de Tunis - Étoile sportive du Sahel - Club athlétique bizertin - Club sportif de Hammam Lif - Promu de LP2 | - Union sportive maghrébine - Stade tunisien - Club sportif sfaxien - Union sportive monastirienne - Avenir sportif de La Marsa - Club olympique des transports - Jeunesse sportive kairouanaise - Promu de LP2 |

## Compétition

### Classement
Le barème de points servant à établir le classement se décompose ainsi :
- Victoire : 3 points
- Match nul : 2 points
- Défaite : 1 point

| Rang | Équipe                             | Pts | J  | G  | N  | P  | Bp | Bc | Diff |
| ---- | ---------------------------------- | --- | -- | -- | -- | -- | -- | -- | ---- |
| 1    | Club africain (C)                  | 65  | 26 | 15 | 9  | 2  | 37 | 15 | +22  |
| 2    | Étoile sportive du Sahel (C1)      | 61  | 26 | 15 | 5  | 6  | 49 | 29 | +20  |
| 3    | Espérance sportive de Tunis        | 60  | 26 | 13 | 8  | 5  | 35 | 18 | +17  |
| 4    | Club sportif sfaxien               | 58  | 26 | 12 | 8  | 6  | 41 | 25 | +16  |
| 5    | Club olympique des transports      | 58  | 26 | 10 | 12 | 4  | 26 | 16 | +10  |
| 6    | Club athlétique bizertin           | 53  | 26 | 10 | 7  | 9  | 21 | 26 | -5   |
| 7    | Sfax railway sport                 | 51  | 26 | 8  | 9  | 9  | 32 | 27 | +5   |
| 8    | Avenir sportif de La Marsa         | 50  | 26 | 7  | 10 | 9  | 24 | 30 | -6   |
| 9    | Stade tunisien                     | 50  | 26 | 8  | 8  | 10 | 21 | 28 | -7   |
| 10   | El Makarem de Mahdia               | 49  | 26 | 6  | 11 | 9  | 23 | 23 | 0    |
| 11   | Jeunesse sportive kairouanaise (P) | 48  | 26 | 8  | 6  | 12 | 26 | 35 | -9   |
| 12   | Club sportif de Hammam Lif (P)     | 47  | 26 | 5  | 11 | 10 | 23 | 30 | -7   |
| 13   | Union sportive maghrébine          | 39  | 26 | 3  | 7  | 16 | 17 | 51 | -34  |
| 14   | Union sportive monastirienne       | 39  | 26 | 3  | 7  | 16 | 10 | 32 | -22  |

|  | Qualification pour la coupe du Maghreb des clubs champions 1973-1974                                                                                             |
|  | Qualification pour la coupe du Maghreb des vainqueurs de coupe 1973-1974                                                                                         |
|  | Relégation directe en deuxième division |
|  | (T) Tenant du titre (C) Vainqueur de la coupe de Tunisie (P) Club promu de deuxième division (C1) Vainqueur de la coupe du Maghreb des clubs champions 1972-1973 |

## Bilan de la saison

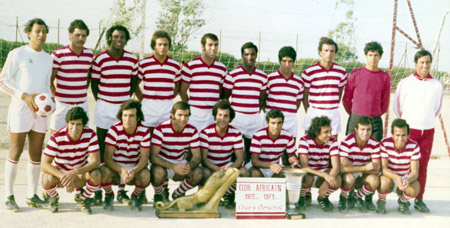
Équipe du Club africain du doublé de la saison 1972-1973 :
Debout de gauche à droite :
Accroupis de gauche à droite :.

| Championnat de Tunisie de football 1972-1973       |                                   |
| Champion                                           | Club africain (5e titre)          |
| Coupes et trophées                                 |                                   |
| Vainqueur de la Coupe de Tunisie 1972-1973         | Club africain                     |
| Qualifications continentales                       |                                   |
| Coupe du Maghreb des clubs champions 1973-1974     | Club africain                     |
| Coupe du Maghreb des clubs champions 1973-1974     | Étoile sportive du Sahel (tenant) |
| Coupe du Maghreb des vainqueurs de coupe 1973-1974 | Avenir sportif de La Marsa        |
| Promotions et relégations                          |                                   |
| Promus en Ligue Professionnelle 1                  | Stade sportif sfaxien             |
| Promus en Ligue Professionnelle 1                  | Club sportif des cheminots        |
| Relégués en Ligue Professionnelle 2                | Union sportive maghrébine         |
| Relégués en Ligue Professionnelle 2                | Union sportive monastirienne      |